# Federación Uruguaya de Ajedrez
La Federación Uruguaya de Ajedrez (FUA) es el organismo rector del ajedrez uruguayo, registrada en la FIDE a nivel internacional y en el Ministerio de Turismo a nivel nacional.  Actualmente es presidida por el Ing. Carlos Milans.

## Origen
Fue fundada en abril de 1926, si bien no se dispone actualmente de la fecha exacta. En la edición del diario "La Mañana" del 25 de abril de 1926 se lee: "Ha llegado a nuestro conocimiento que el Club Uruguayo de Ajedrez y varias instituciones que también cuentan con estimables núcleos de cultores del juego-ciencia, han constituido una Federación, eligiendo para los cargos de Presidente y Vice a los señores Dr. Rafael Muñoz Ximénez y don Roberto Velazco Lombardini (...)"

## Crisis
Los primeros años no se caracterizaron por mucha actividad, e incluso en el año 1934 se funda una Asociación de Ajedrecistas del Uruguay. De algún modo ambas instituciones coexisten, llegando a fundarse en 1938 una tercera institución la Corporación Nacional de Ajedrecistas del Uruguay, escisión de la segunda.
El proceso de reunificación implicó que en 1939 se jugase un campeonato uruguayo unificado, pero la Asociación siguió funcionando hasta 1940. Algunos periódicos uruguayos recién comenzaron a dar cuenta de actividades de la FUA en 1944.

## Actualidad
El estatuto actualmente vigente es el aprobado el 27 de junio de 1972, que establece sus integrantes son las federaciones de los departamentos del Uruguay, y los clubes de aquellos departamentos en que no hubiese federación. No existiendo federaciones departamentales, al momento sus miembros son:
| Club                                | Ciudad                 | Departamento   |
| ----------------------------------- | ---------------------- | -------------- |
| Solís de Pando                      | Pando                  | Canelones      |
| Taller de Ajedrez Chaturanga        | Sauce                  | Canelones      |
| Artigas de Melo                     | Melo                   | Cerro Largo    |
| Centro Unión Cosmopolita            | Colonia del Sacramento | Colonia        |
| Centro Cultural y Deportivo Modelo  | Montevideo             | Montevideo     |
| Centro Social Peñarol (CE.SO.PE)    | Montevideo             | Montevideo     |
| Club Aires Puros                    | Montevideo             | Montevideo     |
| Club Atlético Cerro                 | Montevideo             | Montevideo     |
| Club Banco República                | Montevideo             | Montevideo     |
| Club de Ajedrez UdelaR              | Montevideo             | Montevideo     |
| Club Español                        | Montevideo             | Montevideo     |
| Club Atlético Progreso              | Montevideo             | Montevideo     |
| Grupo de Ajedrez La Proa            | Montevideo             | Montevideo     |
| Los Trebejos de Walter Estrada      | Montevideo             | Montevideo     |
| Taller de Ajedrez Los Bulevares     | Montevideo             | Montevideo     |
| Club de Ajedrez Paysandú            | Paysandú               | Paysandú       |
| ONG, Grupo Palmar                   | Castillos              | Rocha          |
| Tiro Salto Grande                   | Salto                  | Salto          |
| Club San José                       | San José de Mayo       | San José       |
| Círculo de Ajedrez Dolores          | Dolores                | Soriano        |
| Asociación Agropecuaria Bonecarrere | José Enrique Rodó      | Soriano        |
| Círculo de Ajedrez Mercedes         | Mercedes               | Soriano        |
| Yerbal 33                           | Treinta y Tres         | Treinta y Tres |
| Casa de la Cultura                  | Minas                  | Lavalleja      |

## Presidentes
Han sido presidentes de la FUA.
| Período         | Presidente                |
| --------------- | ------------------------- |
| 1926            | Dr. Rafael Muñoz Ximénez  |
| 1927 a 1929     | Mario Blixen              |
| 1934 a 1937     | Aníbal Castagnino Gardone |
| 1938 a 1940     | Rafael J. Mieres          |
| 1941 a 1942     | Cnel. Héctor Anaya Oger   |
| 1943 a 1945     | Rafael J. Mieres          |
| 1946 a 1949     | Gualberto Vidal Ayala     |
| 1950 a 1951     | Cnel. José A. Baudean     |
| 1952 a 1953     | Dr. Raúl Onetti           |
| 1954 a 1955     | Arq. José Mazzara         |
| 1956 a 1958     | Arq. Armando I. Barbieri  |
| 1959 a 1961     | Dr. Francisco B. Gilmet   |
| 1962 a 1963     | Esc. Luis A. Charboneau   |
| 1964 a 1967     | Luis Tróccoli             |
| 1968 a 1969     | Ing. Bolívar Escudero     |
| 1970            | Honorino de Mello         |
| 1971 a 1973     | Segundo Silvera           |
| 1974            | Luis Tróccoli             |
|                 | Esc. Eduardo Lay          |
| 1992 a 1993     | David Laphitz             |
| 1993            | Pedro Rey                 |
| 1994 a 1995     | Pedro Lamas               |
| 1996            | Juan Francisco Billar     |
| 2000 a 2001     | Ing. Horacio Arévalo      |
| 2002 a 2005     | Cr. Enrique Celi          |
| 2006 a 2009     | Ing. Carlos Milans        |
| 2009 - 2021     | MI Bernardo Roselli       |
| 2022 a presente | Ing. Carlos Milans        |

Durante la Dictadura Cívico Militar en Uruguay, en el año 1980, la FUA fue intervenida por la Comisión Nacional de Educación Física. Fue instalado en su dirección como Interventor el Prof. Eduardo Pereira Ihitz.